# Sandi Morrisová
Sandi Morrisová (* 8. července 1992 Downers Grove, Illinois) je americká atletka, stříbrná olympijská medailistka a dvojnásobná halová mistryně světa ve skoku o tyči z let 2018 a 2022. 

## Kariéra
Do světové špičky se dostala v roce 2015, kdy obsadila na světovém šampionátu v Pekingu mezi tyčkařkami čtvrté místo. Při halovém mistrovství světa v roce 2016 vybojovala stříbrnou medaili, stejného úspěchu dosáhla v této sezóně na olympiádě v Rio de Janeiro a na světovém šampionátu v Londýně v roce 2017. V březnu 2018 se v Birminghamu stala halovou mistryní světa ve skoku o tyči výkonem 495 cm.

## Osobní rekordy
- hala – 495 cm – 2018
- venku – 500 cm – 2016

## Osobní život
V roce 2019 se po tříletém vztahu provdala za bermudského dálkaře Tyrona Smithe.